# لیگ برتر فوتسال زنان ایران ۱۳۹۸
لیگ برتر فوتسال زنان ۱۳۹۸ پانزدهمین دوره لیگ برتر فوتسال، بالاترین سطح لیگ فوتسال زنان در ایران است که با شرکت ۱۳ تیم از ۱۸ مردادماه ۱۳۹۸ آغاز شد. در اسفندماه، ادامه مسابقات به دلیل شیوع ویروس کرونا در ایران به تعویق افتاد.
در پایان پانزدهمین دوره لیگ برتر فوتسال زنان، تیم فوتسال مس رفسنجان در مسابقه فینال با شکست سایپا تهران به عنوان قهرمانی دست پیدا کرد.
هم‌چنین سارا شیربیگی بازیکن تیم هیات فوتبال خراسان رضوی با ثبت ۴۸ گل و ۳۵ پاس گل برترین گلزن و برترین پاسور لیگ شد.

## تیم‌های شرکت کننده
تیم‌هایی که در قرعه‌کشی در این دوره لیگ شرکت کردند عبارتند از شهروند ساری، رهیاب گستر تهران، هیئت فوتبال شهرستان تهران، هیئت فوتبال استان خراسان رضوی، پالایش نفت آبادان، شرکت ملی حفاری ایران، پارس آرا شیراز، پویندگان صنعت فجر شیراز، دریژنو فرخشهر، مس کرمان، مس رفسنجان، شهرداری رشت، صنعت سرد خزر گیلان و قهرمان دوره گذشته، نامی نو اصفهان. اما مسابقات بدون حضور تیم‌های هیئت فوتبال شهرستان تهران، شهرداری رشت و صنعت سرد خزر گیلان و با حضور تیم‌های سایپای تهران و ستارگان دشت ورامین و با شرکت ۱۳ تیم آغاز شد.
| باشگاه                  | سرمربی           | کاپیتان | شهر     | ورزشگاه          | گنجایش | تولید کننده لباس |
| ----------------------- | ---------------- | ------- | ------- | ---------------- | ------ | ---------------- |
| نامی نو اصفهان          | میترا چین سری    |         | اصفهان  | سالن ۲۵ آبان     |        |                  |
| شهروند ساری             | فائزه جعفرزاده   |         | ساری    | هاشمی نسب        |        |                  |
| رهیاب گستر تهران        | معصومه رضازاده   |         | تهران   | شهربانو          |        |                  |
| هیات فوتبال خراسان رضوی | فاطمه شریف       |         | مشهد    | سالن شهید بهشتی  |        |                  |
| پالایش نفت آبادان       | خدیجه پوربهبهانی |         | آبادان  | مجموعه ۱۷ شهریور |        |                  |
| ملی حفاری اهواز         | مینا بارانی      |         | اهواز   | سالن ایثار       |        |                  |
| پارس آرا شیراز          | نجمه برزگر       |         | شیراز   | پهلوانان نصیری   |        |                  |
| پویندگان صنعت فجر شیراز | محبوبه رضوی      |         | شیراز   | ابوالفتحی        |        |                  |
| دریژنو فرخشهر           | زهره صابری       |         | شهر کرد | تختی             |        |                  |
| مس کرمان                | سعیده ایرانمنش   |         | کرمان   | شهرداری          |        |                  |
| مس رفسنجان              | عاطفه رضایی      |         | رفسنجان | پیام نور         |        |                  |
| سایپا تهران             | نیلوفر اردلانی   |         | تهران   | الغدیر           |        |                  |
| ستارگان دشت ورامین      | امینه امانی      |         | تهران   | بانک تجارت       |        |                  |
| هیات فوتبال اصفهان      | مریم نصیری       |         | اصفهان  | سالن ۲۵ آبان     |        |                  |

## مرحله مقدماتی
در پایان ۲۴ هفته تیم‌های ملی حفاری اهواز، مس رفسنجان، هیات فوتبال خراسان رضوی و سایپا تهران با قرار گرفتن در رده‌های اول تا چهارم به مرحله پلی‌آف رسیدند.
| رتبه | تیم                     | امتیاز |
| ---- | ----------------------- | ------ |
| ۱    | ملی حفاری اهواز         | ۵۵     |
| ۲    | مس رفسنجان              | ۵۴     |
| ۳    | هیات فوتبال خراسان رضوی | ۵۳     |
| ۴    | سایپا تهران             | ۵۳     |
| ۵    | نامی نو اصفهان          | ۴۴     |
| ۶    | پالایش نفت آبادان       | ۳۳     |
| ۷    | رهیاب گستر تهران        | ۳۲     |
| ۸    | مس کرمان                | ۳۰     |
| ۹    | پویندگان صنعت فجر شیراز | ۲۴     |
| ۱۰   | پارس آرا شیراز          | ۱۳     |
| ۱۱   | شهروند ساری             | ۱۲     |
| ۱۲   | هیات فوتبال اصفهان      | ۴      |

## مرحله نیمه نهایی
براساس برنامه ریزی مسابقات در مرحله نیمه نهایی ملی حفاری اهواز در یک مسابقه رفت و برگشت به مصاف سایپا تهران رفت و تیم‌های مس رفسنجان و هیات فوتبال خراسان رضوی برگزار کننده دیگر مسابقه مرحله نیمه نهایی لیگ برتر فوتسال زنان ایران بودند؛ البته مسابقات مرحله نیمه نهایی به دلیل پاندمی کرونا و شیوع گسترده آن، مرحله دور رفت ۳۰ بهمن ۱۳۹۸ و دور برگشت ۱۰ و ۱۷ مرداد ۱۴۰۰ برگزار شد!
دور رفت مرحله نیمه نهایی
چهارشنبه ۳۰ بهمن ۱۳۹۸
سایپا تهران ۳ - ۴ ملی حفاری اهواز
هیات فوتبال خراسان رضوی ۲ - ۲ مس رفسنجان
دور برگشت مرحله نیمه نهایی
جمعه ۱۰ مرداد ۱۳۹۹
مس رفسنجان ۲ - ۰ هیات فوتبال خراسان رضوی
جمعه ۱۷ مرداد ۱۳۹۹
ملی حفاری اهواز ۰ -۲ سایپا تهران 

## فینال
تیم‌های مس رفسنجان و سایپا تهران با شکست رقبای خود موفق شدند به فینال پانزدهمین دوره لیگ برتر فوتسال زنان صعود کنند؛ هم‌چنین با توجه به دستورالعمل سازمان لیگ، تیم های هیات فوتبال خراسان رضوی و ملی حفاری اهواز بدون انجام مسابقه رده‌بندی به عنوان سومی مشترک دست پیدا کردند.
دور رفت مرحله فینال
جمعه ۲۴ مرداد ۱۳۹۹
سایپا تهران ۰ - ۲ مس رفسنجان 
دور برگشت مرحله فینال
پنجشنبه ۳۰ مرداد ۱۳۹۹
مس رفسنجان ۲ - ۰ سایپا تهران 